# جورج غراي (سياسي أسترالي، مواليد 1899)
جورج غراي (بالإنجليزية: George Gray)‏ هو سياسي أسترالي، ولد في 9 مايو 1899، وتوفي في 5 أغسطس 1984 في هوبارت في أستراليا. انتخب عضو مجلس نواب تسمانيا.